# Tournoi d'ouverture du championnat du Chili de football 2003
Navigation
Tournoi précédent Tournoi suivant
Le tournoi d'ouverture de la saison 2003 du Championnat du Chili de football est le premier tournoi de la soixante-et-onzième édition du championnat de première division au Chili.
La saison sportive est scindée en deux tournois saisonniers, Ouverture et Clôture, qui décerne chacun un titre de champion. Le fonctionnement de chaque tournoi est le même; une première phase voit les seize équipes réparties en quatre poules où elles affrontent les quinze autres équipes une seule fois, les trois premiers de chaque poule se qualifient pour la seconde phase, jouée en matchs à élimination directe. Le vainqueur du tournoi d'Ouverture se qualifie pour la Copa Libertadores 2004 et est protégé de la relégation en fin de saison, tout comme le finaliste.
La relégation est décidée à l'issue du tournoi de Clôture. Un classement cumulé des deux tournois est effectué et les deux derniers de ce classement sont relégués et remplacés par les deux meilleures équipes de Segunda Division, la deuxième division chilienne.
C'est le Club de Deportes Cobreloa qui remporte le tournoi après avoir battu le club de Colo Colo en finale. C'est le sixième titre de champion du Chili de l'histoire du club.

## Les clubs participants
| - Colo Colo - CD Universidad Católica - CF Universidad de Chile - Unión San Felipe - CD Coquimbo Unido - CSD Rangers - Club de Deportes Cobreloa - Club Deportivo Huachipato | - Club de Deportes Cobresal - Unión Española - Deportes Temuco - Audax Italiano - Club Deportivo Palestino - CD Puerto Montt - Promu de Segunda División - CD Universidad de Concepción - Promu de Segunda División - Santiago Wanderers |

## Compétition
Le barème utilisé pour établir le classement est le suivant :
- Victoire : 3 points
- Match nul : 1 point
- Défaite : 0 point

### Première phase
| Rang | Équipe                    | Pts | J  | G  | N | P | Bp | Bc | Diff |
| ---- | ------------------------- | --- | -- | -- | - | - | -- | -- | ---- |
| 1    | Club de Deportes Cobreloa | 31  | 15 | 10 | 1 | 4 | 26 | 16 | +10  |
| 2    | Club Deportivo Huachipato | 21  | 15 | 6  | 3 | 6 | 22 | 22 | 0    |
| 3    | Unión Española            | 18  | 15 | 5  | 3 | 7 | 24 | 32 | -8   |
| 4    | Club Deportivo Palestino  | 17  | 15 | 5  | 2 | 8 | 18 | 28 | -10  |

| Rang | Équipe                  | Pts | J  | G | N | P  | Bp | Bc | Diff |
| ---- | ----------------------- | --- | -- | - | - | -- | -- | -- | ---- |
| 1    | CD Puerto MonttP        | 25  | 15 | 7 | 4 | 4  | 26 | 22 | +4   |
| 2    | CF Universidad de Chile | 20  | 15 | 4 | 8 | 3  | 30 | 24 | +6   |
| 3    | Unión San Felipe        | 13  | 15 | 3 | 4 | 8  | 13 | 26 | -13  |
| 4    | CD Coquimbo Unido       | 8   | 15 | 2 | 2 | 11 | 12 | 30 | -18  |

|  | Qualification pour le barrage pré-Libertadores    |
|  | Qualification pour la seconde phase               |
|  | T : Tenant du titre P : Promu de Segunda Division |

| Rang | Équipe                    | Pts | J  | G | N  | P | Bp | Bc | Diff |
| ---- | ------------------------- | --- | -- | - | -- | - | -- | -- | ---- |
| 1    | Audax Italiano            | 26  | 15 | 8 | 2  | 5 | 37 | 30 | +7   |
| 2    | Club de Deportes Cobresal | 21  | 15 | 6 | 3  | 6 | 27 | 19 | +8   |
| 3    | CSD Rangers               | 20  | 15 | 3 | 11 | 1 | 28 | 26 | +2   |
| 4    | Santiago Wanderers        | 19  | 15 | 5 | 4  | 4 | 24 | 23 | +1   |

| Rang | Équipe                        | Pts | J  | G | N | P | Bp | Bc | Diff |
| ---- | ----------------------------- | --- | -- | - | - | - | -- | -- | ---- |
| 1    | CD Universidad de ConcepciónP | 24  | 15 | 7 | 3 | 5 | 29 | 21 | +8   |
| 2    | CD Universidad Católica       | 24  | 15 | 6 | 6 | 3 | 27 | 20 | +7   |
| 3    | Colo ColoT                    | 23  | 15 | 6 | 5 | 4 | 28 | 23 | +5   |
| 4    | Deportes Temuco               | 18  | 15 | 5 | 3 | 7 | 24 | 33 | -9   |

- Club de Deportes Cobreloa se qualifie pour le barrage pré-Libertadores car il a obtenu le meilleur total de points sur l'ensemble de la première phase.

### Seconde phase
Les douze équipes participent au premier tour; deux équipes éliminées sont repêchées pour disputer les quarts de finale. Le premier tour utilise un fonctionnement à part : c'est grâce aux points (victoire, nul, défaite) et non avec le score que la qualification est déterminée. En cas d'égalité (une victoire partout par exemple), une prolongation avec but en or est disputée, suivie éventuellement d'une séance de tirs au but.
Tour préliminaire :
Le tour préliminaire oppose le meilleur quatrième de poule au moins bon troisième, sur un seul match.
| Équipe 1         | Résultat | Équipe 2           |
| ---------------- | -------- | ------------------ |
| Unión San Felipe | 2 - 2    | Santiago Wanderers |

- Santiago Wanderers se qualifie car il a le meilleur total de points sur l'ensemble de la première phase.

Premier tour :
| Équipe 1                  | Résultat | Équipe 2                     | Aller | Retour   |
| ------------------------- | -------- | ---------------------------- | ----- | -------- |
| CF Universidad de Chile   | 3 - 4    | CD Universidad de Concepción | 0 - 0 | 3 - 4 ap |
| Unión Española            | 5 - 6    | Club de Deportes Cobreloa    | 3 - 3 | 2 - 3 ap |
| Club de Deportes Cobresal | 4 - 2    | Colo Colo                    | 3 - 0 | 1 - 2    |
| Santiago Wanderers        | 3 - 1    | Audax Italiano               | 3 - 1 | 0 - 0    |
| CSD Rangers               | 2 - 4    | CD Puerto Montt              | 2 - 1 | 0 - 3    |
| Club Deportivo Huachipato | 3 - 4    | CD Universidad Católica      | 1 - 2 | 1 - 1    |

Quarts de finale :
| Équipe 1                  | Résultat      | Équipe 2                     | Aller | Retour |
| ------------------------- | ------------- | ---------------------------- | ----- | ------ |
| Club Deportivo Huachipato | 5 - 2         | CD Puerto Montt              | 2 - 0 | 3 - 2  |
| Colo Colo                 | 3 - 3 4-3 tab | CD Universidad Católica      | 2 - 3 | 1 - 0  |
| Club de Deportes Cobresal | 3 - 8         | CD Universidad de Concepción | 2 - 1 | 1 - 7  |
| Santiago Wanderers        | 3 - 7         | Club de Deportes Cobreloa    | 1 - 3 | 2 - 4  |

Demi-finales :
| Équipe 1                  | Résultat | Équipe 2                     | Aller | Retour |
| ------------------------- | -------- | ---------------------------- | ----- | ------ |
| Colo Colo                 | 4 - 3    | CD Universidad de Concepción | 3 - 0 | 3 - 2  |
| Club Deportivo Huachipato | 2 - 3    | Club de Deportes Cobreloa    | 2 - 1 | 0 - 2  |

Finale :
| 3 juillet 2003 | Colo Colo | 0 - 0 | Club de Deportes Cobreloa | Estadio Nacional, Santiago du Chili           |
|                |           |       |                           | Spectateurs : 40 000 Arbitrage : Rubén Selman |

| 30 juin 2003 | Club de Deportes Cobreloa               | 4 - 0 | Colo Colo | Estadio Municipal de Calama, Calama             |                                                 |
|              | Fuentes 28e · Díaz 67e · Galaz 72e, 87e |       |           | Spectateurs : 17 000 Arbitrage : Carlos Chandia | Spectateurs : 17 000 Arbitrage : Carlos Chandia |

### Tournoi pré-Copa Sudamericana
Les trente-deux équipes de Primera Division et Segunda Division se disputent les deux places qualificatives par le biais d'un tournoi à élimination directe, en match aller simple. Ce tournoi est disputé entre les deux tournois saisonniers. La Copa Libertadores et la Copa Sudamericana étant organisées sur deux semestres différents, un même club peut se qualifier pour les deux compétitions.
Premier tour :
| Équipe 1                       | Résultat  | Équipe 2                     |
| ------------------------------ | --------- | ---------------------------- |
| CD San Marcos de Arica         | 1 - 5     | CF Universidad de Chile      |
| Club de Deportes Antofagasta   | 3 - 0     | Club de Deportes Cobreloa    |
| Deportes Copiapó               | 1 - 0     | Club de Deportes Cobresal    |
| Deportes La Serena             | 2 - 2 2-4 | CD Coquimbo Unido            |
| Unión La Calera                | 0 - 2     | CD Universidad Católica      |
| CD Everton de Viña del Mar     | 2 - 0     | Santiago Wanderers           |
| Club Deportes Melipilla        | 1 - 0     | Unión San Felipe             |
| Club Deportivo O'Higgins       | 5 - 2     | Audax Italiano               |
| CD Arturo Fernandez Vial       | 1 - 0     | CD Universidad de Concepción |
| Club de Deportes Lota Schwager | 0 - 2     | Club Deportivo Huachipato    |
| Deportes Naval de Talcahuano   | 0 - 1     | Deportes Temuco              |
| Provincial Osorno              | 1 - 0     | CD Puerto Montt              |
| Deportes Ovalle                | 4 - 3     | Colo Colo                    |
| CD Santiago Morning            | 2 - 3     | Club Deportivo Palestino     |
| Deportes Magallanes            | 5 - 2     | Unión Española               |
| CSD Rangers                    | 3 - 0     | Club Deportes Concepción     |

Deuxième tour :
| Équipe 1                     | Résultat  | Équipe 2                 |
| ---------------------------- | --------- | ------------------------ |
| Club de Deportes Antofagasta | 2 - 1     | CF Universidad de Chile  |
| CD Coquimbo Unido            | 2 - 1     | Deportes Copiapó         |
| CD Universidad Católica      | 0 - 0 5-4 | Deportes Ovalle          |
| CD Everton de Viña del Mar   | 4 - 0     | Deportes Melipilla       |
| Deportes Magallanes          | 2 - 3     | Club Deportivo Palestino |
| Club Deportivo O'Higgins     | 2 - 1     | CSD Rangers              |
| Club Deportivo Huachipato    | 2 - 1     | CD Arturo Fernandez Vial |
| Provincial Osorno            | 1 - 0     | Deportes Temuco          |

Troisième tour :
| Équipe 1                     | Résultat      | Équipe 2                  |
| ---------------------------- | ------------- | ------------------------- |
| CD Everton de Viña del Mar   | 2 - 2 2-3 tab | CD Universidad Católica   |
| Club Deportivo O'Higgins     | 1 - 3         | Club Deportivo Palestino  |
| Club de Deportes Antofagasta | 4 - 2         | CD Coquimbo Unido         |
| Provincial Osorno            | 2 - 1         | Club Deportivo Huachipato |

Quatrième tour :
| Équipe 1                | Résultat | Équipe 2                     |
| ----------------------- | -------- | ---------------------------- |
| Provincial Osorno       | 2 - 1    | Club Deportivo Palestino     |
| CD Universidad Católica | 2 - 0    | Club de Deportes Antofagasta |

## Bilan du tournoi
| Championnat du Chili de football 2003 |                                      |
| Champion                              | Club de Deportes Cobreloa (6e titre) |
| Qualifications continentales          |                                      |
| Copa Libertadores 2004                | Club de Deportes Cobreloa            |
| Copa Sudamericana 2003                | Provincial Osorno                    |
| Copa Sudamericana 2003                | CD Universidad Católica              |
| Promotions et relégations             |                                      |
| Promus en Primera División            | Aucun                                |
| Relégués en Segunda División          | Aucun                                |